# 粗尾前角單棘魨
粗尾前角單棘魨，又稱粗尾前角魨，為輻鰭魚綱魨形目鱗魨亞目單棘魨科的其中一種，為熱帶海水魚，分布於印度西太平洋區，從模里西斯至夏威夷群島海域，棲息深度1-25公尺，本魚身體與頭部色彩多變; 橘色到褐色的虹膜，尾鰭黃色或橘色，背鰭軟條與臀鰭透明到淡黃色，刺狀的背部深褐色到褐橘色，胸鰭透明﹐背鰭硬棘1-2枚，背鰭軟條31-35枚，臀鰭軟條28-32枚，體長可達13公分，棲息在水質清澈的潟湖、礁岩區，生活習性不明。

## 扩展阅读
維基物種上的相關：粗尾前角單棘魨